# 東蘭県
東蘭県（とうらん-けん）は中華人民共和国広西チワン族自治区河池市に位置する県。

## 行政区画
- 鎮:東蘭鎮、隘洞鎮、長楽鎮、三石鎮、武篆鎮、長江鎮
- 郷:泗孟郷、蘭木郷、巴疇郷、金谷郷、大同郷、花香郷、切学郷
- 民族郷:三弄ヤオ族郷